# Lorenzo Raimundo Parodi
Lorenzo Raimundo Parodi (Pergamino, 23 de enero de 1895-21 de abril de 1966, Buenos Aires) fue un destacado ingeniero agrónomo dedicado a la Botánica y en particular, a la Agrostología.
Era el hijo mayor de un agricultor del norte de Italia, con quien adquirió muchos conocimientos prácticos.

## Biografía

### Estudios
Bachiller del Colegio Nacional Manuel Belgrano. En 1915 ingresa en la Facultad de Agronomía (Universidad de Buenos Aires), tras una breve estadía en la Escuela de Agricultura de Santa Catalina (Bs. As.). 
En la Facultad, fue alumno y discípulo de Lucien Hauman, profesor belga llegado al país en 1904, para conformar la plana docente de la naciente Facultad. En 1916, publica su trabajo "Clave para la determinación de los géneros de gramíneas silvestres en los alrededores de Buenos Aires", la primera de más de 150 obras que produciría en su vida.
Ocupaba mucho tiempo leyendo la "Botánica" de Holmberg y la de Lucien Hauman-Merck, y también la "Historia de la Creación", de Haeckel. Y preparaba herbarios. Así, su herbario, de más de 15.000 ejemplares, se constituyó en uno de los más importantes de Sudamérica. Dicha colección se conserva en la Cátedra de Botánica de la Facultad de Agronomía.
Además estudió química orgánica con Sordelli, mineralogía y geología con Hermitte y matemática con Krauss. En su tercer año, inicia el estudio que, sería su tesis de graduación: estudio sobre las clorídeas argentinas. Gracias a ese trabajo, se vinculó con eminencias de la botánica y la ciencia internacionales, como Haeckel, Hitchcock, Henrard, etc.
Graduado de ingeniero agrónomo, es designado "Jefe de Trabajos Prácticos" de "Botánica, Fitopatología y Microbiología". En 1926, tras la partida de Hauman rumbo a Bélgica, Parodi se hace cargo de la "Cátedra de Botánica Agrícola General y Especial", y dictaba cursos de la misma materia en la Universidad Nacional de La Plata y en el Museo de Historia Natural de esa ciudad. Fue miembro de la Academia Nacional de Agronomía y Veterinaria.

### Trayectoria profesional
Tuvo "una vida fecunda, tanto en el campo científico como en el docente y profesional". "No había terminado aún sus estudios universitarios, cuando ya publicaba una "Clave para la determinación de los géneros de Gramíneas silvestres en los alrededores de Buenos Aires", trabajo editado por el Centro de Estudiantes de aquella casa de estudios, y que fue el punto de partida del clásico y fundamental ensayo sobre "Gramíneas bonarienses" y "Gramíneas bonaerenses". En ediciones más recientes incluye una moderna clasificación filogenética de esta importante familia de plantas útiles para la humanidad, que Parodi presentó oficialmente como aporte argentino ante el Congreso Mundial de Botánica realizado en Montreal en 1960".
"Parodi viajó mucho en campañas de colección y recorrió ampliamente la mayor parte de Argentina y los países aledaños. Usualmente los meses de verano, después de que las clases en la Universidad hubieran terminado, estaban dedicados a la colección, principalmente de pastos, o a recolectar material vivo para el jardín botánico en la School. Este jardín taxonómico, fundado alrededor de 1910 por L. Hauman de acuerdo con el sistema de Engler, fue trasplantado por Parodi en 1930-1932 a un lugar nuevo y más grande, cerca del nuevo edificio para Botánica y Genética, que había sido erigido en ese momento. Hoy en día (1966) tiene una colección muy rica de plantas vivas nativas y de utilidad, con secciones para la ecología, invernaderos, un "graminetum", etc. Este jardín, el cual Parodi cuidaba mucho, fue su campo de experimentación y suplía de material fresco para sus clases; estaba abierto a los estudiantes y jugaba un papel importante en sus clases convirtiéndolas vívidas y fructíferas. Este jardín botánico fue un lugar de reunión natural, donde los estudiantes discutían cuestiones de botánica, y fue, por supuesto, de importancia para el conocimiento de las plantas vivas en oposición a meros especímenes herborizados".
El principio que inspiraba su vida como docente, según él mismo decía, era "hacer discípulos que sean como la resurrección de sí mismo y el mejor medio para la perpetuación científica".
"Durante los 20 y los 30 Parodi fue un miembro activo, y por un tiempo presidente, de la Sociedad Argentina de Ciencias Naturales (revista Physis). En 1934 sin embargo, junto con un grupo de colegas inicia la Revista Argentina de Agronomía, un emprendimiento enteramente privado. En esta revista se publicó una notable cantidad de investigación original en los campos de la botánica pura y aplicada, la genética y el cultivo de plantas, las ciencias del suelo y materias relacionadas. Entre 1934 y 1962, 29 volúmenes fueron publicados, todos (salvo el de 1935) editados por Parodi como director permanente."
Fue asombrosa la labor científica de Parodi: descubre muchas especies, hace revisión de los géneros de gramíneas argentinas (cuyos estudios inicia en Argentina), identifica a los cereales de importancia como trigo y avena, y malezas como el abrojo grande, con un profundo estudio de malezas en los cultivos, se ocupó de las plantas aptas para la dunicultura y de las plantas alimenticias. 
Parodi fue un embajador de la ciencia argentina, haciendo muchos viajes de exploración y de herborización, a todas las regiones del país y de los países limítrofes. Fue delegado de la Facultad de Agronomía al Congreso Internacional de Botánica en Ámsterdam (Holanda), Cambridge (Inglaterra), Montreal (Canadá). Estuvo en España, Francia, Italia, Alemania, Inglaterra, Rusia, visitando universidades, laboratorios e institutos. En EE. UU. observó numerosos jardines botánicos, museos y laboratorios, invitado por la Fundación Guggenhein.
Escribió el autor: 

“(…) a ti elevamos esta plegaria de reconocimiento y amor, porque tú elaboras en tus diminutos granos verdes el pan nuestro de cada día, y creas los frutos y legumbres que nutren nuestros cuerpos (...).
(...) tú, en fin, que pones en nuestras manos el infinito poder del sol y contienes en tu ser la esencia misma de la vida, recibe esta ofrenda de gratitud y la perpetua reverencia de nuestra admiración. Amen”.

## Obras
Sus obras más importantes son:
- Lorenzo Raimundo Parodi. La Agricultura Aborigen Argentina. Hardcover, Universidad de Buenos Aires, ISBN 950-23-0733-X (950-23-0733-X)
- Lorenzo Raimundo Parodi (director). Enciclopedia Argentina de Agricultura y Jardinería, en dos tomos totalizando 3 volúmenes. 1959-1964. La obra sería ampliada y corregida en sucesivas ediciones luego de la muerte del director.

- La abreviatura «Parodi» se emplea para indicar a Lorenzo Raimundo Parodi como autoridad en la descripción y clasificación científica de los vegetales.[4]

## Honores
El eminente botánico ítalo-argentino Carlos Luis Spegazzini le dedicó el género de cactáceas Parodia.
Otros nombres de taxones que le fueron dedicados son: 
- Parodianthus Tronc.
- Parodiodoxa O.E.Schulz
- Bromus parodii Covas & Itria

La Sociedad Argentina de Botánica creó el Premio Lorenzo Raimundo Parodi en su honor. Este premio fue creado en 1978 con el propósito de alentar a los jóvenes que han decidido consagrarse a la investigación.